# Alain Page
Alain Page, pseudonyme de Jean Emmanuel Conil, né Le 5 mars 1929 à Nantes, est un écrivain, dramaturge, réalisateur et scénariste français.

## Biographie
Dans sa jeunesse, il « exerce les métiers les plus divers dans les domaines de l'enseignement, des assurances, du courtage en vins, de la vente de jambe de bois, de livres ou de photos... »
En littérature, sous le pseudonyme d'Henri Dalbret, il publie d'abord un recueil de poèmes, intitulé Fumées, aux éditions de la Première Chance, puis deux romans policier historiques : La forêt frémit à l'aube (1955) et Le Page de la reine (1957). Il adopte ensuite le pseudonyme d'Alain Page pour créer Terence Lane, alias L'Ombre, un gentleman cambrioleur qui tient à la fois d'Arsène Lupin et de Arthur J. Raffles, dont une douzaine d'aventures paraissent aux éditions Fleuve noir en l'espace de deux ans (1958 à 1959). Il signe aussi plusieurs dizaines d'autres romans aux même éditions, dans les collections Spécial-Police et surtout Espionnage, pour laquelle il invente le personnage de l'agent secret Nicolas Calone.
Il fait ses débuts au cinéma avec La Piscine en 1968 (scénario sous le nom de Jean-Emmanuel Conil) adapté la même année au cinéma par Jacques Deray. Il rédige l'année suivante une novélisation de ce scénario.
Il est notamment connu pour avoir publié en 1982 Tchao Pantin, un roman porté à l'écran sous le même titre par Claude Berri en 1983. Paraissent ensuite dans le domaine du fantastique Les Compagnons d'Eleusis (1975), objet d'un feuilleton à TF1, et, dans le domaine de la science-fiction, Le Mutant (1978), également devenu un feuilleton pour Antenne 2.
Publié aux éditions Flammarion en 1991, le roman Sang d'enfer est suivi de deux romans autobiographiques : Je suis rien (2003), aux éditions du Cherche-midi, qui revient, par le truchement d'un narrateur de 16 ans, sur les souvenirs de l'auteur de Mai 68, et L'Écume des nuits (2009) aux éditions Pascal Galodé, qui évoque le bombardement de sa maison en 1943.
Alain Page est le créateur des personnages de la série télévisée Les Cordier, juge et flic, diffusée sur TF1, et le scénariste des trois premiers épisodes, dont un sous le pseudonyme d'Alain Ray. Il est aussi le réalisateur d'un unique long métrage, Taxi Boy, sorti en 1986 et a travaillé à la radio.
Il est le père de l'écrivain de néo-polar Philippe Conil.

## Filmographie

### En tant que scénariste

#### Télévision
- 1969 : Les Petits Soldats, scénario et dialogues
- 1972 : Les Dossiers de Me Robineau: Main basse sur la campagne
- 1972 : Cette mort si proche
- 1973 : Gros Calibre
- 1973 : Les Aventures du capitaine Lückner
- 1974 : À dossiers ouverts
- 1975 : Les Compagnons d'Eleusis
- 1978 : Le Mutant
- 1980 : L'Amnésique
- 1982 : Virginie qui va
- 1984 : La Jeune Femme en vert
- 1991 : Piège pour femme seule
- 1992 : Peinture au pistolet, épisode de la série Les Cordier, juge et flic
- 1995 : Eine todsichere Falle, épisode de la série Tatort
- 1995 : L'argent des passes, épisode de la série Les Cordier, juge et flic
- 1998 : Un taxi dans la nuit
- 2003 : L'Assassin des beaux quartiers, épisode de la série Les Cordier, juge et flic

#### Cinéma
- 1968 : La Piscine de Jacques Deray, sous le nom de Jean-Emmanuel Conil (roman et scénario)
- 1978 : La Part du feu d'Étienne Périer (sujet)
- 1983 : Tchao Pantin de Claude Berri (dialogue)
- 1986 : Taxi Boy (scénario et réalisation)

### En tant que réalisateur
- 1986 : Taxi Boy

## Œuvre littéraire

### Romans

#### SérieL'Ombre
Tous les titres parus au Fleuve noir, dans la collection L'Aventurier
- L'Ombre joue à cache-cache, no 29, 1958
- L'Ombre mène le bal, no 30, 1958
- L'Ombre gagne la belle, no 31, 1958
- L'Ombre abat son jeu, no 32, 1958
- L'Ombre ne sait pas chanter, no 33, 1958
- L'Ombre prend son vol, no 34, 1958
- L'Ombre pour la proie, no 35, 1958
- L'Ombre prend le large, no 37, 1959
- L'Ombre revient de loin, no 39, 1959
- L'Ombre se dissipe, no 41, 1959
- L'Ombre nage entre deux eaux, no 43, 1959
- L'Ombre porte l'estocade, no 46, 1959
- L'Ombre sort de l'ombre, no 48, 1959
- L'Ombre était dans la tombe, no 52, 1959

#### Autres romans policiers
Tous les titres parus, sauf indications contraires, au Fleuve noir dans la collection Spécial police
- Peinture au couteau, no 132, 1957
- De main de maître, no 139, 1957
- Meurtre pour la galerie, no 146, 1958
- Liberté conditionnelle, no 153, 1958
- Dernier Carat, no 162, 1958
- Les Confetti par la racine, no 174, 1958
- Amour, Police et Morgue, no 180, 1959
- Le Huitième Jour, no 191, 1959
- Le vaudou est toujours dehors, no 198, 1959
- Les morts te saluent, no 206, 1959
- Avant qu'il ne soit trop tard, no 214, 1960
- La Dernière Vague, no 237, 1960
- La Peau du personnage, no 242, 1960
- Les Pigeons, no 257, 1961
- Larmes à gauche, no 279, 1961
- Visa pour l'inconnu, no 267, 1961
- Froid comme le marbre, no 304, 1962
- La Rue morte, no 339, 1963
- La Gueule d'un autre, no 376, 1963
- Le Yacht noir, no 397, 1964
- Faute de frappe, no 410, 1964
- La Tête froide, no 438, 1964
- La Dérive, no 463, 1965
- Silence de mort, no 486, 1965
- Cherchez la fille, no 496, 1965
- À pleines dents, no 524, 1966 ; réédition, Fleuve noir, coll. « Polar 50 » no 27, 1990
- Nuit rouge, no 542, 1966
- Le Grappin, no 561, 1966
- Casse-cou, no 582, 1967
- Double Objectif, no 606, 1967
- Un air de judas, no 640, 1968
- Plaidoyer pour l'absent, no 674, 1968
- La Corde raide, no 690, 1968
- Le Corps mort, no 713, 1969
- Enquête personnelle, no 910, 1971
- Une si jolie petite ville, no 928, 1972
- Tchao Pantin, Paris, Denoël, coll. « Sueurs froides » no 6, 1982  (ISBN 2-207-22810-X) ; réédition, Paris, Gallimard, coll. « Folio » no 1893, 1987  (ISBN 2-07-037893-4) ; réédition, Paris, Gallimard, coll. « Folio policier » no 177, 2000  (ISBN 2-07-041397-7)

#### Série d'espionnageNicolas Calone
Tous les titres parus au Fleuve noir, dans la collection Espionnage
- Camps de nuit, no 158, 1958 (1ere aventure de Maxime Calan qui deviendra Nicols Calone)
- Zone d'insécurité, no 167, 1958
- Le soleil se couche à l'Est, no 189, 1959
- Filet de mort, no 206, 1959
- Bienvenue Monsieur X, no 226, 1960
- Loups dans le ciel, no 246, 1960

- Ciel sans frontière, no 285, 1961
- Atomes de poche, no 298, 1961
- Horizon noir, no 305, 1961

- Délégation spéciale, no 318, 1962
- Force d'inertie, no 333, 1962
- Défense d'obéir, n° 349, 1962
- Quand passe Calone, no 363, 1963
- Action diplomatique, no 383, 1963
- Une bière pour Calone, no 394, 1963
- Libre Échange, no 413, 1964
- Sentimental M. Calone, no 434, 1964
- Orages pour Calone, no 458, 1964
- Un diplomate nommé Calone, no 477, 1965
- Pas de vacances pour Calone, no 496, 1965
- Feu rouge pour Calone, no 513, 1965
- Calone est arrivé, no 532, 1966
- Un cerveau pour Calone, no 551, 1966
- Il est si tard M. Calone, no 568, 1966
- L'Incorruptible M. Calone, no 587, 1967
- Et Calone vint..., no 604, 1967
- Calone puissance 2, no 635, 1967
- En attendant Calone, no 643, 1967
- Un philtre pour Calone, no 663, 1968
- Merci, M. Calone, no 684, 1968
- Les Mémoires de Calone, no 708, 1968
- Un bouillon pour Calone, no 726, 1969
- Les Intuitions de Calone, no 749, 1969
- Des fleurs pour Calone, no 795, 1969
- Calone paie ses dettes, no 807, 1970
- Contredanse pour Calone, no 822, 1970
- On n'arrête pas Calone, no 862, 1971
- Calone est au parfum, no 879, 1971
- L'Odyssée de Calone, no 909, 1971
- Un piège pour Calone, no 943, 1972

#### SérieÉleusis
- Les Compagnons d'Éleusis, Paris, Albin Michel, 1975  (ISBN 2-226-00234-0) ; réédition sous le titre Le Secret des compagnons d'Éleusis, Monaco, Éditions du Rocher, 2005  (ISBN 2-268-05404-7)
- Les Métamorphoses d'Éleusis, Paris, Le Cherche-midi, 2011  (ISBN 978-2-7491-2072-0) ; réédition, Paris, Pocket, coll. « Thriller » no 14940, 2013  (ISBN 978-2-266-22130-6)

#### Autres romans
- Le Mutant, Paris, Albin Michel, 1978 (roman de science-fiction)  (ISBN 2-226-00666-4)
- Sang d'enfer, Paris, Flammarion, 1991
- Je suis rien, Paris, Le Cherche-midi, 2003  (ISBN 2-74910-072-0)
- L'Écume des nuits, Saint-Malo, Pascal Galodé éditeur, 2009  (ISBN 978-2-35593-061-4)

#### Romans signés Henri Dalbret
- La forêt frémit à l'aube, Paris, Robert Laffont, coll. « Le Gibet » no 4, 1955
- Le Page de la reine, Verviers, Gérard, coll. « le Gibet » no 14, 1956
- Coup de filet en Jordanie, Lyon, Éditions Puits-Pelu, coll. « La Loupe » no 49, 1957
- Mission à Trieste, Lyon, Librairie de la Cité, coll. « Le Caribou » no 67, 1958

#### Romans signés Alain Ray
- Punch au pétrole, Paris, Éditions de l'Arabesque, coll. « Espionnage » no 51, 1957
- Position de choc, Paris, Éditions de l'Arabesque, coll. « Espionnage » no 58, 1957
- Malaise en Malaisie, Paris, Éditions de l'Arabesque, coll. « Espionnage » no 66, 1958
- Commando Guillotine, Paris, Éditions de l'Arabesque, coll. « Espionnage » no 70, 1958
- Baraquement III, Paris, Éditions de l'Arabesque, coll. « Espionnage » no 87, 1958
- Section Rebelles, Paris, Éditions de l'Arabesque, coll. « Espionnage » no 89, 1959
- Porté disparu, Paris, Éditions de l'Arabesque, coll. « Espionnage » no 93, 1959

### Novélisation
- La Piscine, Paris, R. Solar, 1969 (signé Jean-Emmanuel Conil) ; réédition revue, corrigée et signée Alain Page, Paris, Archipoche, coll. « Un roman, un film culte » no 1, 2014  (ISBN 978-2-35287-649-6)

### Théâtre
- 1965 : Les Petits Soldats
- 1986 : B 29

### Poésie
- Fumées (signé Henri Dalbret), Paris, Première Chance, 1955

### Nouvelle
- Les Vents pires de l'Orient, in anthologie Noirs complots (dir. Pierre Lagrange), publication avril 2003

### Autre publication
- Cristaux de nuit, Grenoble, La Murette, 1984 (Album)

### Radio
- De 1959 à 1970 sur Europe 1, France-Inter, France IV  (dramatiques, feuilletons et courts textes historiques)

## Décorations
- Commandeur de l'ordre des Arts et des Lettres Il est promu au grade de commandeur par l’arrêté du 8 mars 2018[3]. Il était officier de l'ordre depuis janvier 2012.

### Sources et bibliographie
- Claude Mesplède, Dictionnaire des littératures policières, vol. 2 : J - Z, Nantes, Joseph K, coll. « Temps noir », 2007, 1086 p. (ISBN 978-2-910-68645-1, OCLC 315873361), p. 477-478.
- Jean Tulard, Dictionnaire du roman policier : 1841-2005. Auteurs, personnages, œuvres, thèmes, collections, éditeurs, Paris, Fayard, 2005, 768 p. (ISBN 978-2-915793-51-2, OCLC 62533410), p. 545-546